# Лань (река)
Лань (бел. Лань) — река в Беларуси, протекает по территории Брестской и Минской областей, левый приток Припяти. Длина реки — 147 км, площадь водосборного бассейна — 2190 км², среднегодовой расход воды в устье — 11,3 м³/с.
Исток реки находится около деревни Габруны на Копыльской гряде, в среднем и нижнем течениях река протекает по Припятскому Полесью. Река практически на всём протяжении канализирована, зарегулирована водохранилищем Локтыши. Ширина Лани в верхнем течении 4—8 м, в нижнем до 20 м, пойма шириной 0,6—1 км. Берега реки торфянистые, местами песчаные и супесчаные, высотой 1—2 м.
Долина реки (ширина 1—1,5 км) покрыта смешанными лесами, заболочена, имеется сеть мелиорационных каналов. Основные притоки справа: Бабка, Нача, Люта, слева: Цепра, Болванка.
На реке расположен город Клецк. В Клецке на левом берегу Лани расположен памятник архитектуры — церковь XIX века, в деревне Яновичи — усадьба XIX—XX вв. Помимо города Клецк река протекает ряд сёл и деревень, крупнейшие из них Лань, Большая Быховщина, Бабаевичи, Яновичи, Каплановичи, Грицевичи, Мервины, Рубеж, Заостровечье, Островчицы, Драбовщина, Начь, Локтыши, Чудин, Гаврильчицы, Синкевичи, Мокрово.